# Riserva naturale Piazza del Diavolo
La riserva naturale Piazza del Diavolo è un'area naturale protetta della regione Veneto istituita nel 1971.
Occupa una superficie di 601 ettari nella provincia di Belluno.
Fino al 2010, quest'area, benché geograficamente distinta, era unita alla Riserva naturale Monte Faverghera.

## Storia
Un luogo magico: un labirinto di enormi blocchi di roccia disposti in circolo attorno ad un grande spiazzo erboso. Questa incredibile conformazione, che ha dato origine a svariate leggende popolari, è probabilmente legata al crollo di una torre rocciosa sul cui fianco era presente un piccolo circo glaciale.

## Territorio
L'area protetta è situata in una porzione settentrionale delle Vette Feltrine ai confini con la Val Noana in Trentino, completamente all'interno del Parco Nazionale delle Dolomiti Bellunesi.